# Stefan van Dam
Stefan van Dam (Sliedrecht, 3 maart 1983) is een Nederlands voormalig betaald  voetballer.
Van Dam kwam in de opleiding van Willem II terecht en debuteerde namens die club in het seizoen 2003/04 in de Eredivisie. Hij debuteerde in De Kuip. Dat seizoen speelde Van Dam twee duels, maar kreeg geen nieuw contract. In de zomer van 2004 trok Van Dam naar TOP Oss. Bij die club kende hij een goede start met drie doelpunten in de eerste twee wedstrijden. Uiteindelijk kwam hij slechts zeven keer in actie voor de ploeg uit Oss en moest hij na het seizoen vertrekken. Hierna kreeg hij geen profcontract meer en kwam sindsdien nog uit voor de amateurvereniging ASWH. Ook speelde hij in die periode voor het Nederlands amateurelftal. Hierna ging hij in maart 2010 spelen voor Kozakken Boys en een jaar later maakte Van Dam zijn rentree bij zijn oude club Sliedrecht.